# Nashur-bel
Nashur-bel lub Nashur-Bel, ewentualnie Nashir-bel lub Nashir-Bel (w transliteracji z pisma klinowego zapisywane mNIGIN-EN, odczytywane jako Nasḫur-bēl, tłum. „Przychylna opieka pana” lub Nasḫur-Bēl, tłum. „Przychylna opieka boga Bela”, ewentualnie Nasḫir-bēl, tłum. „Zwróć się (ku mnnie), o panie” lub Nasḫir-Bēl, tłum. „Zwróć się (ku mnie), o Belu”) – asyryjski gubernator prowincji Amedi, częsty korespondent asyryjskiego króla Sargona II (722-705 p.n.e.); w 705 r. p.n.e. pełnił urząd limmu (eponima). Za jego eponimatu - zgodnie z Asyryjską kroniką eponimów - Sargon II ponieść miał śmierć w trakcie wyprawy wojennej: „(Za eponimatu) Nashur-bela (705 r. p.n.e.), gubernatora (prowincji) Amedi, król [...] przeciw Gurdi, Kulummejczykowi; król został zabity; obóz króla Asyrii [...]; 12 dnia miesiąca abu Sennacheryb [został] królem”.